# 伊藤るり子
伊藤 るり子（いとう るりこ、1947年6月8日 - ）は、日本の元女優。本名、伊藤 瑠吏子（読み同じ）。
山形県出身。神奈川県横浜市立鶴見中学校卒業。日活を経て、コヒナタ企画に所属していた。

## 人物
1964年、東宝芸能学校卒業。卒業後スカウトされて日活に入社。1965年、映画『大日本ハッタリ伝』でデビュー。『さすらいは俺の運命』で小林旭、『東京は恋する』では舟木一夫の相手役となるなど、日活青春映画で活躍する。また、テレビドラマでも日活制作の石坂洋次郎シリーズの『山のかなたに』、『雨の中に消えて』、『あいつと私』などで松原智恵子と共演した。1969年の紹介記事では「松原との共演は多いので気楽に演じることができる」と述べている。
1970年代に日活がロマンポルノへの方向転換したことに伴い日活を退社し、テレビドラマに活躍の場を移す。その後、結婚を機に芸能界を引退。
趣味は、読書。特技はバレエで、中学時代に東京新聞主催の全国舞踊コンクールで1位入賞している。東宝芸能学校でもモダンバレエを専攻していた。
2024年6月発行『吉永小百合 青春時代写真集』（文藝春秋）の座談会「共演女優たちの座談会」に吉永小百合・水森久美子・進千賀子と共に参加している。

## 出演作品

### 映画
- 大日本ハッタリ伝（1965年、日活） - 宮子
- 花咲く乙女たち（1965年、日活） - アイコ
- 拳銃野郎（1965年、日活）
- さすらいは俺の運命（1965年、日活） - 杏子
- 真紅な海が呼んでるぜ（1965年、日活） -  桂子
- 東京は恋する（1965年、日活）
- 血と海（1965年、日活）
- 河内カルメン（1966年、日活） - 武田仙子
- 鉄火場仁義（1966年、日活）
- あなたの命（1966年、日活）
- 逃亡列車（1966年、日活） - 山下光子
- 二人の銀座（1967年、日活）
- 夜霧よ今夜も有難う（1967年、日活） - 和枝
- 喜劇 東京の田舎ッぺ（1967年、日活） - 森せつ子
- 爆破3秒前（1967年、日活） - 由起子
- 花の恋人たち（1968年、日活） - 細谷和子
- ザ・スパイダースのバリ島珍道中（1968年、日活） - 田代悦子
- あゝひめゆりの塔（1968年、日活） - 佐久川ヤス
- 前科 ドス嵐（1969年、日活）
- 代紋 男で死にたい（1969年、日活） - 大森雪
- 野蛮人のネクタイ（1969年、日活） - トヨ
- 鮮血の記録（1970年、日活）
- ハレンチ学園 身体検査の巻（1970年、ダイニチ映配） - 依田圭子
- 花の特攻隊 ああ戦友よ（1970年、日活） - 冬子
- ネオン警察 ジャックの刺青（1970年、ダイニチ映配） - ナオミ
- 人間革命（1973年、東宝） - 工藤

### テレビドラマ
- 山のかなたに（1966年、NTV）
- 雨の中に消えて（1966年、NTV） - 桑田きみえ
- あいつと私（1967年、NTV）
- 青春（1967年、CX） - 横山雪江
- 若草物語（1968年、MBS）
- 日産スター劇場 / はじめまして（1968年、NTV）
- 夜のグランド劇場 / 一番星（1968年、NTV）
- かみなり三代（1968年 - 1969年、NTV） - 伊藤弥生
- 若い川の流れ（1968年 - 1969年、NTV） - 玲子
- 颱風とざくろ（1969年、NTV） - エミ
- ポーラテレビ小説 / パンとあこがれ（1969年、TBS） - 木村辰子
- なんでも引きうけ候 第11話（1969年、MBS）
- 東芝 日曜劇場
  - 第685回「偽りの季節」（1970年、ABC）
  - 第768回「その気になって」（1971年、TBS）
  - 第907回「ちいさい愛」（1974年、TBS）
  - 第917回「お母ちゃんありがとう」（1974年、TBS）
- 花と竜（1970年、NET）
- 闘魂（1970年 - 1971年、NTV）
- おんぶにだっこ（1970年 - 1971年、CX） - 清水かおる
- 火曜日の女シリーズ （NTV）
  - おんな友だち（1971年）
  - 男と女と（1973年）- 疋田美枝子
- 大岡越前 （TBS）
  - 第2部 第26話「脅迫者」（1971年） - お梅
  - 第3部 第10話「江戸のごみ」（1972年） - お染
- さぼてんとマシュマロ 第16話（1972年、NTV）
- 大いなる旅路（1972年、NTV）
- キイハンター 第229話「SOSよろめき宝石泥棒」（1972年、TBS）
- 水戸黄門 （TBS）
  - 第4部 第9話「ごますり剣法免許皆伝 -山形-」（1973年） - お七
  - 第7部 第9話「群狼の罠 -松前-」、第10話「吼えろ!!北海の火縄銃 -函館-」（1976年） - おせい
- パパと呼ばないで 第36話「千春を引取ります」（1973年、NTV） - 山崎美代子
- 銭形平次 第390話「十手一代」（1973年、CX） - おみの
- おこれ!男だ 第21話「土佐の高知に愛を見た!」（1973年、NTV） - 広瀬陽子
- アイフル大作戦 第36話「100万ドル ヤキモチ深夜便」（1973年、TBS）
- 大江戸捜査網 第117話「仕組まれた祝言」（1973年、12ch）
- ぶらり信兵衛 道場破り 第22話「ちちんぷいぷい」（1974年、CX）
- 助け人走る 第32話「偽善大往生」（1974年、ABC） - 八重
- ご存知遠山の金さん 第28話「与力が殺し屋になるとき」(1974年、NET)
- ライオン奥様劇場・夜蝶の舞い（1974年、CX）
- バーディ大作戦 （TBS）
  - 第12話「縛り首の木のある恐い町」（1974年）
  - 第46話「芸術的に女を殺せ!」（1975年） - 浦川なぎさ
- 子連れ狼 第三部 第24話「守りて候」（1976年、NTV） - おふじ
- グッドバイ・ママ（1976年、TBS）
- 夫婦旅日記 さらば浪人 第25話「ふるさとの空はふたたび」（1976年、CX） - おすみ